# Pardosa aquila
Pardosa aquila là một loài nhện trong họ Lycosidae.
Loài này thuộc chi Pardosa. Pardosa aquila được Jan Buchar & Konrad Thaler miêu tả năm 1998.